# الشريف (العدين)

تعديل مصدري - تعديل

الشريف محلة تابعة لقرية قصيع شلف، التابعة لعزلة شلف بمديرية العدين إحدى مديريات محافظة إب في الجمهورية اليمنية، بلغ تعداد سكانها 182 حسب تعداد اليمن لعام 2004.